# Kaos (musikalbum)
Kaos är det femte studioalbumet av Bo Kaspers orkester, utgivet 17 september 2001. Det innehåller låtar som "Innan klockan slagit tolv", "Det vi tycker om", "Människor som ingen vill se", "En tur på landet" och singeln är "Ett fullkomligt kaos".

## Låtlista
1. "Människor som ingen vill se"
2. "Ett fullkomligt kaos"
3. "Ett ögonblick i sänder"
4. "Det smartaste jag gjort"
5. "Kasta något tungt"
6. "En tur på landet"
7. "Det vi tycker om"
8. "Vackert land"
9. "Det är inte mig det är fel på"
10. "Innan klockan slagit tolv"

## Listplaceringar
| Lista (2001-2002) | Topplacering |
| ----------------- | ------------ |
| Danmark           | 24           |
| Finland           | 7            |
| Norge             | 2            |
| Sverige           | 1            |